# Martin Junkhans
Martin Junkhans (* 28. Mai 1648 in Kollmann/Südtirol; † 24. Juni 1728 in Bozen) war ein österreichischer Orgelbauer.

## Leben
Martin Junkhans scheint ab 1673 als Einwohner in Bozen auf, ab 1682 wurde ihm die Bewilligung erteilt, als Tischler zu arbeiten. Ab 1674 war er immer wieder mit den Orgeln der Bozener Pfarrkirche beschäftigt. Erste größere Arbeit war der Umbau der beiden Orgeln in der Stiftskirche in Neustift. Seinen Lebensunterhalt erzielte er hauptsächlich durch Tischlerarbeiten.

## Werkliste
| Jahr      | Ort                     | Gebäude                | Bild | Manuale | Register | Bemerkungen    |
| --------- | ----------------------- | ---------------------- | ---- | ------- | -------- | -------------- |
| 1686      | Lengmoos (Ritten)       | Maria Himmelfahrt      |      | I/P     | 7        | nicht erhalten |
| 1681/1686 | Lengmoos (Ritten)       | Maria Himmelfahrt      |      | I/P     | 7        | nicht erhalten |
| 1682      | Eppan                   | Ansitz Reinsberg       |      | I       | 4        | [ 1 ]          |
| 1683      | St. Lorenzen (Südtirol) | ehem. Klosterkirche    |      |         |          |                |
| 1693      | Stegen (Bruneck)        | St. Nikolaus           |      | I/P     | 5        |                |
| 1694      | Sarnthein               | Maria Himmelfahrt      |      | I/P     | 11       |                |
| 1695      | Bozen-Gries             | Alte Pfarrkirche Gries |      | I/P     | 9        |                |